# Mareike Hindriksen
Mareike Hindriksen est une joueuse allemande de volley-ball née le 14 novembre 1987 à Nordhorn. Elle mesure 1,82 m et joue au poste de passeuse. 

## Clubs
| Club                   | De        | À         |
| ---------------------- | --------- | --------- |
| SCU Emlichheim         |           | 2006-2007 |
| Alemannia Aachen       | 2007-2008 | 2009-2010 |
| VfB Suhl               | 2010-2011 | 2010-2011 |
| VT Aurubis Hamburg     | 2011-2012 | 2012-2013 |
| VolleyStars Thüringen  | 2013-2014 | 2013-2014 |
| VC Stuttgart           | 2014-2015 | 2014-2015 |
| Dresdner SC            | 2015-2016 | 2015-2016 |
| VK Prostějov           | 2016-2017 | 2016-2017 |
| USC Münster            | 2017-2018 | 2018-2019 |
| Ladies in Black Aachen | 2019-2020 | …         |

## Palmarès
- Coupe d'Allemagne
  - Vainqueur : 2015, 2016.
  - Finaliste : 2014.
- Championnat d'Allemagne
  - Vainqueur : 2016.
  - Finaliste : 2015.
- Coupe de République tchèque
  - Finaliste : 2017.
- Championnat de République tchèque
  - Vainqueur : 2017.